# Hahnia microphthalma
Hahnia microphthalma là một loài nhện trong họ Hahniidae.
Loài này thuộc chi Hahnia. Hahnia microphthalma được miêu tả năm 1980 bởi Snazell & Duffey.